# Rajd Magurski 2008
4. Rajd Magurski – 4. edycja Rajdu Magurskiego. Był to rajd samochodowy rozgrywany od 1 do 2 lutego 2008 roku. Bazą rajdu było miasto Gorlice. Była to pierwsza runda Rajdowych Samochodowych Mistrzostw Polski w roku 2008. Rajd składał się z jedenastu odcinków specjalnych.

## Wyniki końcowe rajdu[1]
| Miejsce | Kierowca              | Pilot              | Samochód                       | Czas      | Strata  | Grupa Klasa | Punkty |
| ------- | --------------------- | ------------------ | ------------------------------ | --------- | ------- | ----------- | ------ |
| 1       | Leszek Kuzaj          | Craig Parry        | Subaru Impreza STi N12B        | 1:47:15.8 | -       | N4          | 10     |
| 2       | Łukasz Sztuka         | Łukasz Kurzeja     | Mitsubishi Lancer Evo IX       | 1:47:36.9 | +21.1   | N4          | 8      |
| 3       | Mariusz Stec          | Zbigniew Gruszka   | Mitsubishi Lancer Evo IX       | 1:47:39.1 | +23.3   | N4          | 6      |
| 4       | Kajetan Kajetanowicz  | Maciej Wisławski   | Mitsubishi Lancer Evo IX       | 1:47:51.4 | +35.6   | N4          | 5      |
| 5       | Michał Kościuszko     | Maciej Szczepaniak | Peugeot 207 S2000              | 1:47:59.6 | +43.8   | S2000       | 5      |
| 6       | Tomasz Kuchar         | Daniel Dymurski    | Subaru Impreza STi N12         | 1:48:07.6 | +51.8   | N4          | 3      |
| 7       | Paweł Dytko           | Tomasz Dytko       | Mitsubishi Lancer Evo VIII     | 1:49:02.2 | +1:46.4 | N4          | 2      |
| 8       | Kamil Butruk          | Maciej Wilk        | Mitsubishi Lancer Evo VIII     | 1:52:28.1 | +5:12.3 | N4          | 1      |
| 9       | Mariusz Małyszczycki  | Jarosław Baran     | Fiat Grande Punto Abarth S2000 | 1:54:34.1 | +7:18.3 | S2000       | ?      |
| 10      | Zbigniew Staniszewski | Bartłomiej Boba    | Mitsubishi Lancer Evo IX       | 1:55:10.7 | +7:54.9 | N4          | 0      |